# Parafia Świętych Kosmy i Damiana w Banicy
Parafia Świętych Kosmy i Damiana w Banicy – parafia rzymskokatolicka z siedzibą w Banicy, znajdująca się w diecezji tarnowskiej, w dekanacie Ropa.

## Historia
Parafia Banica, w obrządku rzymskokatolickim, została erygowana 17 stycznia 1983 r. mocą dekretu biskupa tarnowskiego Jerzego Ablewicza. W tym samym roku pierwszym proboszczem nowej parafii został ks. Mieczysław Czekaj (1983–1986). 
Początkowo po wysiedleniu Łemków, przybyli nowi osadnicy, wówczas bp tarnowski Jan Stepa, zaczął tworzyć rzymsko-katolickie parafie. W 1947 r. w Bereście powstała placówka duszpasterska, która obejmowała m.in. Banicę i Izby. W 1948 r. utworzono placówkę duszpasterską w Czyrnej, wówczas włączono do niej wsie: Banica i Izby. W 1965 r. Izby przyłączono do Mochnaczki, a we wrześniu 1966 Banica została przyłączona do parafii Śnietnica. Do nowopowstałej parafii Banica należą wierni z miejscowości: Banica, Bieliczna  oraz Izby z kościołem filialnym.
Funkcję kościoła parafialnego rzymskokatolickiego pełni od 1947 r. obecna (czwarta z kolei) cerkiew (po przeprowadzeniu przez władze komunistyczne Akcji „Wisła”). 

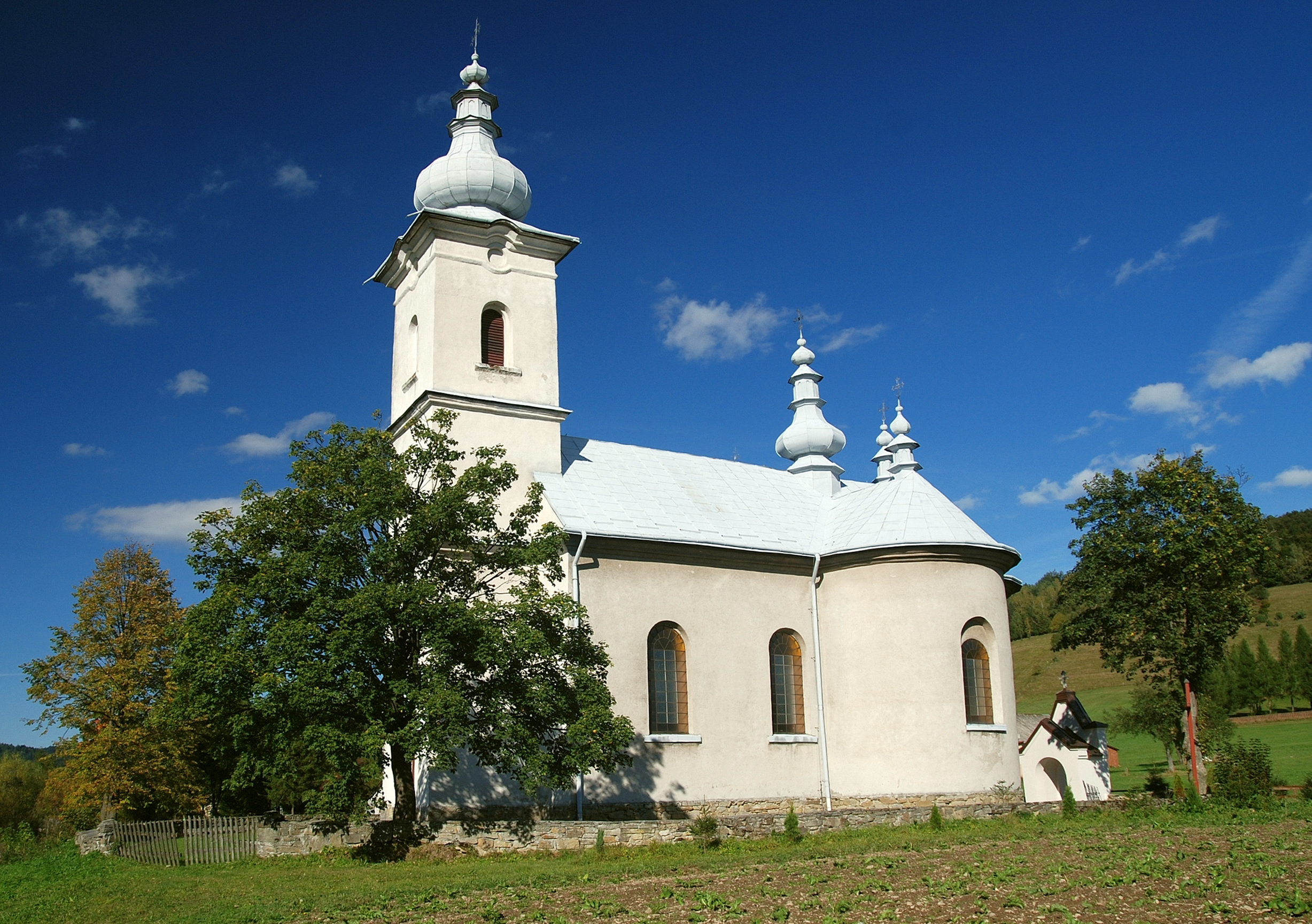
Kościół filialny w dawnej cerkwi
w Izbach

## Proboszczowie
- ks. Zbigniew Dudek (2003–2007)[7]
- ks. Jerzy Gawle (2007–2013)[8]
- ks. Tadeusz Świderski (2013–2021)[9]
- ks. Stanisław Serafin (od 2021)